# Georg Theodor Kloß
Georg Theodor Kloß (auch Kloße, u. ä.; * um 1700, † nach 1760) war ein deutscher Orgelbauer in Weißenfels.

## Leben
Der Vater von Kloß war Schulmeister. Am 5. Mai 1718 wird als Orgelbauer beim Brand des Turmes der Stadtkirche Weißenfels genannt, als er vorschlägt die Windladen der Orgel, welche vom Turm aus in die Kirchen führten, zu entfernen, damit sich der Brand nicht weiter ausbreitet.
Von 1723 ist eine erste Arbeit als Orgelbauer bekannt. Im Jahre 1734 wird er im Zusammenhang mit dem Orgelbau in Obernessa als aus Dehlitz genannt. 1727 und 1735 wurde Kloß als Hoforgelbauer in Weißenfels bezeichnet. Die Orgeln in Jüterbog (1727/28) und Beetzendorf (1738) mussten bald nach ihrem Bau durch neue ersetzt werden, weil deren Qualität zu schlecht war, die Prospekte sind aber beide erhalten.
1760 wurde Georg Theodor Kloß letztmals genannt, zu dieser Zeit aus Döhling (wahrscheinlich ist Dehlitz gemeint) kommend.

## Werke
Von Georg Theodor Kloß sind Arbeiten vor allem im damaligen Herzogtum Sachsen-Weißenfels bekannt. Erhalten sind Teile der Orgel in Langenbogen sowie die Prospekte in Jüterbog, St. Nikolai und Beetzendorf.
| Jahr            | Ort         | Gebäude        | Bild | Manuale | Register | Bemerkungen |
| --------------- | ----------- | -------------- | ---- | ------- | -------- | --- |
| 1723            | Schellsitz  | Kirche         |      |         |          | Reparaturen |
| 1727            | Jüterbog    | St. Nikolai    |      |         | 32 ?     | Prospekt von Johann Christian Angermann erhalten, Zahlung an Kloss 1495 Thaler, 7 Groschen, 4 Pfennige, 1737–1741 ersetzt durch Joachim Wagner, weil sie „dermaaßen schlecht … ausgeführet worden, daß dieses beim Gottesdienst ... großentheils… gar nicht gebraucht werden könne…“ waren wir „aus Noth gezwungen zum Bau eines andern und tüchtigen … Orgelwercks“                                                       |
| um 1731–1734/35 | Merseburg   | Dom            |      |         |          | Überholungsarbeiten |
| um 1731–1734/35 | Naumburg    | St. Wenzel     |      |         |          | Reparaturen und Gutachten, „HofforgelMeister zu Weißenfels“, George Theodorus Kloß, stellte an ihre mehrere Mängel fest, vor allem ein immerwährendes Heulen, dem „dass gantze Werck … unterworffen“ war. |
| 1734            | Obernessa   | Kirche         |      |         |          | Neubau; Kosten 80 Thaler, bestand maximal 30 Jahre |
| 1735            | Langenbogen | St. Magdalenen |      | I/P     | 10       | Neubau erhalten, „Diese Orgel ist von mir, Unterschreibendem, im Jahr Christi 1735 auf der hiesigen Gemeinde freiwilligermaßen gefertigt und aufgeführt. Soviel habe den Nachfolgern hinterlassen wollen. George Theodorus Kloße, Hoforgelbauer in Weißenfels“ (Inschrift in Windlade) Ursprünglicher Standort unbekannt, 1826 durch Johann Gottfried Kurtze aus Halle a. S. an Langenbogen verkauft und selbst eingebaut, |
| 1736            | Dehlitz     | Kirche         |      |         |          | Reparatur, Auftrag vom 4. Januar 1736, 1972 ging sie beim Abbruch der Dorfkirche verloren |
| 1738            | Beetzendorf | Dorfkirche     |      |         |          | Neubau über dem Altar, Prospekt erhalten, Orgel bald ersetzt durch Johann Jacob Nicolaus Gansen (Vertrag von November 1737), 1990 Neubau durch Schuke mit 14 Registern |
| 1739            | Frohburg    | Stadtkirche    |      |         |          | Reparatur |
| um 1747         | Pörsten     | Kirche         |      |         |          | Arbeiten. |
| 1760            | Altranstädt | Kirche         |      |         |          | Neubau |